# Conus anemone
Conus anemone ist der Artname einer Schnecke aus der Familie der Kegelschnecken (Gattung Conus), die an den Küsten Australiens verbreitet ist und sich von Vielborstern – insbesondere Nereididae und Eunicidae – ernährt.

## Merkmale
Conus anemone trägt ein mäßig kleines bis großes, mäßig leichtes bis festes Schneckenhaus, das bei ausgewachsenen Schnecken 3 bis 9 cm Länge erreicht. Der Körperumgang ist bauchig kegelförmig bis eiförmig, manchmal kegelartig zylindrisch oder birnförmig, der Umriss an der Schulter leicht bis stark konvex, selten s-förmig. Die linke Seite ist oberhalb der Basis oft wechselnd konkav. Die Schulter ist gewinkelt, bisweilen nur fast gewinkelt. Das Gewinde ist hoch bis niedrig, sein Umriss gerade bis konkav. Der hakenartige, mit unregelmäßig angeordneten winzigen Körnchen besetzte Protoconch hat etwa zwei bis zweieinhalb Umgänge und misst maximal 1,3 mm. Die ersten 2 bis 5 Umgänge des Teleoconchs sind mit Tuberkeln besetzt. Die Nahtrampen des Teleoconchs sind flach und steil bis horizontal mit 2 bis 3 auf 7 bis 10 zunehmenden spiraligen Rillen. Der Körperumgang ist in seiner Skulpturierung sehr variabel: Oft hat er dicht gedrängte, einheitlich breite spiralige Rippen, die von der Basis bis zur Schulter reichen, doch kann er gelegentlich auch nur wenige, kräftigere Rippen in weiterem Abstand an der Basis haben. Bei großenteils glatten Gehäusen sind die spiraligen Rippen schwach und auf den Bereich an der Basis beschränkt, während zur Schulter hin spiralige Fäden folgen.
Die Grundfarbe des Gehäuses ist weiß, kremfarben, hellblau, rosa oder hellviolett, wobei in der Regel mehrere dieser Farben auf derselben Schale verschmelzen. Das Muster auf dem Körperumgang variiert und besteht aus 2 bis 3 spiraligen Banden, wechselnd großen Flecken, Flemmen, axialen Streifen und Linien von orangefarbener oder brauner bis rötlicher und schwärzlich-brauner Farbe. Es gibt ungefleckte weiße oder rosafarbene Schalen ebenso wie Gehäuse mit durchgehend dunkelbrauner Deckfarbe, die lediglich eine mittlere Bande in der Grundfarbe mit braunem Netzmuster freilässt. In verschiedener Anzahl und Anordnung gibt es zusätzliche spiralige Reihen orangefarbener, rötlicher oder schwärzlich-brauner Striche, die sich zwischen dunkler Farbe und Grundfarbe abwechseln können. Die Umgänge des Protoconchs sind weiß, kremfarben, orange oder braun, die Nahtrampen des Teleoconchs wechselnd mit braunen radialen Streifen und Flecken überzogen, wobei es sowohl ungefleckte stark gefleckte Gewinde gibt. Das Innere der Gehäusemündung ist blass blau oder violett mit brauner Einfärbung oder auch dunkelbraun oder orange, selten weiß. An den nördlichen Küsten Australiens sind die Gehäuse meist dunkler als an den südlichen Küsten.
Das dünne, durchscheinende, glatte Periostracum ist hellbraun.
Die Schnecke selbst ist weiß mit rosa-gräulichen Flecken. Die Oberseite des Fußes, das Rostrum und der Sipho sind an den Kanten hellrosa. Der Sipho, der Fuß und der Mantel sind stumpf weiß oder blass grau und spärlich hellweiß gefleckt. Es gibt auch braun oder violett gefärbte Tiere mit hellerem Rostrum und Sipho sowie einer grauen Fußsohle.
Die mit einer Giftdrüse verbundenen Radula-Zähne haben an der Spitze einen Widerhaken und auf der Gegenseite einen zweiten Widerhaken. Sie sind eher schwach gesägt, endend in einer Zacke. An der Basis sitzt ein deutlicher Sporn.

## Verbreitung und Lebensraum
Conus anemone ist an den Küsten Australiens von Queensland südwärts bis Westaustralien und nordwärts bis King Sound sowie an der nördlichen Küste Tasmaniens verbreitet.
Er lebt in der Gezeitenzone und in Meerestiefen von bis zu 40 m auf Riffen, sandigen Untergründen oder Felsgeröll. Oft verbirgt er sich unter Steinen, Felsen, Algen oder Seegras. In Nordwestaustralien tritt die Kegelschnecke bis in 6 m Meerestiefe auf, in Südwestaustralien bis 30 m, die Form peronianus in Südaustralien in 10 bis 20 m Wassertiefe, die Form carmeli bis 40 m.

## Entwicklungszyklus
Wie alle Kegelschnecken ist Conus anemone getrenntgeschlechtlich, und das Männchen begattet das Weibchen mit seinem Penis. Das Weibchen legt an geschützten Orten unter Felsen oder Steinen in 1 bis 5 m Meerestiefe kugelförmige bis quaderförmige Eikapseln ab, die an Mornington Peninsula (Victoria) 7 bis 11 mm lang und 4 bis 8 mm breit, in Jervis Bay (New South Wales) 9 bis 12 mm lang und 7 mm breit oder auch 16 bis 19 mm lang und 9 bis 12 mm breit sind. Die Kapseln werden in oft unregelmäßigen Gelegen auf sich vereinigenden Basalplatten am harten Substrat oder auch an anderen Kapseln befestigt. Laut Huish (1978) befinden sich in einer Kapsel etwa 65 Eier mit einem durchschnittlichen Durchmesser von etwa 590 µm, woraus geschlossen wird, dass das gesamte Veliger-Stadium in der Kapsel abläuft und aus dieser kriechende Schnecklein schlüpfen. Smith, Black und Shepherd beobachteten 1989 genau solche kleinen Schnecken beim Schlüpfen aus 8 mm langen und 3 mm breiten Kapseln mit jeweils 15 bis 60 Eiern mit einem Durchmesser von 300 bis 500 µm. An den Ufern von Rottnest Island enthielt eine Kapsel laut Kohn (1993) 16 bis 22 eiförmige Eier mit Längen von 756 bis 830 µm und Breiten von 671 bis 744 µm, aus denen etwa 1,6 mm große Veliconchae schlüpfen.

## Ernährung
Die Beute von Conus anemone besteht aus erranten Vielborstern insbesondere der Familien Eunicidae und Nereididae, die er mit seinen Radulazähnen sticht und mithilfe des Gifts aus seiner Giftdrüse immobilisiert.